# Saint-Jal
Saint-Jal är en kommun i departementet Corrèze i regionen Nouvelle-Aquitaine i de centrala delarna av Frankrike. Kommunen ligger  i kantonen Seilhac som tillhör arrondissementet Tulle. År 2022 hade Saint-Jal 599 invånare.

## Befolkningsutveckling
Antalet invånare i kommunen Saint-Jal
Referens:INSEE